# هرتفورد (كارولاينا الشمالية)
هرتفورد (بالإنجليزية: Hertford)‏ هي مدينة أمريكية ومركز مقاطعة بيركويمانز في ولاية كارولاينا الشمالية في الولايات المتحدة الأمريكية.

## التركيبة السكانية
حدّد مكتب تعداد الولايات المتحدة بيانات التركيبة السكانية لهرتفورد في تعداد الولايات المتحدة. في ما يلي، التركيبة السكانية حسب تعدادي 2000 و2010.

### تعداد عام 2000
بلغ عدد سكان هرتفورد 2,070 نسمة بحسب تعداد عام 2000، وبلغ عدد الأسر 877 أسرة وعدد العائلات 557 عائلة مقيمة في البلدة. في حين سجلت الكثافة السكانية 277.5 نسمة لكل كيلومتر مربع (718.7/ميل2). وبلغ عدد الوحدات السكنية 1,041 وحدة بمتوسط كثافة قدره 139.5 لكل كيلومتر مربع (361.3/ميل2).
وتوزع التركيب العرقي للبلدة بنسبة 48.16% من البيض و50.39% من الأمريكيين الأفارقة و0.14% من الأمريكيين الأصليين و0.24% من الأمريكيين ذوي الأصول الآسيوية و0.05% من الأعراق الأخرى و1.01% من عرقين مختلطين أو أكثر و1.21% من الهسبانيون أو اللاتينيون من أي عرق.
بلغ عدد الأسر 877 أسرة كانت نسبة 34% منها لديها أطفال تحت سن الثامنة عشر تعيش معهم، وبلغت نسبة الأزواج القاطنين مع بعضهم البعض 35.6% من أصل المجموع الكلي للأسر، ونسبة 24.6% من الأسر كان لديها معيلات من الإناث دون وجود شريك،  بينما كانت نسبة 3.3% من الأسر لديها معيلون من الذكور دون وجود شريكة وكانت نسبة 36.5% من غير العائلات. تألفت نسبة 33.5% من أصل جميع الأسر من عدة أفراد يعيشون في نفس المنزل ونسبة 17.7% كانت تتألف من شخص يعيش بمفرده يبلغ من العمر 65 عاماً أو أكثر. وبلغ متوسط حجم الأسرة المعيشية 2.29، أما متوسط حجم العائلات فبلغ 2.92.
بلغ العمر الوسطي للسكان 39.6 عاماً. وكانت نسبة 27.1% من القاطنين تحت سن الثامنة عشر، وكانت نسبة 7.5% بين الثامنة عشر والرابعة والعشرين عاماً، ونسبة 22.7% كانت واقعةً في الفئة العمرية ما بين الخامسة والعشرين والرابعة والأربعين عاماً، ونسبة 20.2% كانت ما بين الخامسة والأربعين والرابعة والستين، ونسبة 19.4% كانت ضمن فئة الخامسة والستين عاماً فما فوق. يوجد لكل 100 أنثى 79.4 ذكر، ويوجد لكل 100 أنثى في الثامنة عشر من عمرها فما فوق 71.1 ذكر.
بلغ متوسط دخل الأسرة في البلدة 19,681 دولارًا، أما متوسط دخل العائلة فبلغ 24,524 دولارًا. وكان متوسط دخل الذكور 24,803 دولارًا مقابل 17,938 دولارًا للإناث. وسجل دخل الفرد الخاص بالبلدة 13,502 دولارًا. وكانت نسبة 33.6% من العائلات ونسبة 39.2% من السكان تحت خط الفقر، وكان من هؤلاء نسبة 56.6% تحت سن الثامنة عشر ونسبة 21% في الخامسة والستين من العمر وما فوق.

### تعداد عام 2010
بلغ عدد سكان هرتفورد 2,143 نسمة بحسب تعداد عام 2010، وبلغ عدد الأسر 875 أسرة وعدد العائلات 553 عائلة مقيمة في البلدة. في حين سجلت الكثافة السكانية 287.3 نسمة لكل كيلومتر مربع (744.1/ميل2). وبلغ عدد الوحدات السكنية 1,062 وحدة بمتوسط كثافة قدره 142.4 لكل كيلومتر مربع (368.8/ميل2).
وتوزع التركيب العرقي للبلدة بنسبة 46.52% من البيض و48.11% من الأمريكيين الأفارقة و0.14% من الأمريكيين الأصليين و0.37% من الأمريكيين ذوي الأصول الآسيوية و3.45% من الأعراق الأخرى و1.40% من عرقين مختلطين أو أكثر و4.76% من الهسبانيون أو اللاتينيون من أي عرق.
بلغ عدد الأسر 875 أسرة كانت نسبة 32.8% منها لديها أطفال تحت سن الثامنة عشر تعيش معهم، وبلغت نسبة الأزواج القاطنين مع بعضهم البعض 33.9% من أصل المجموع الكلي للأسر، ونسبة 25.8% من الأسر كان لديها معيلات من الإناث دون وجود شريك،  بينما كانت نسبة 3.4% من الأسر لديها معيلون من الذكور دون وجود شريكة وكانت نسبة 36.8% من غير العائلات. تألفت نسبة 33.1% من أصل جميع الأسر من عدة أفراد يعيشون في نفس المنزل ونسبة 15.5% كانت تتألف من شخص يعيش بمفرده يبلغ من العمر 65 عاماً أو أكثر. وبلغ متوسط حجم الأسرة المعيشية 2.38، أما متوسط حجم العائلات فبلغ 3.01.
بلغ العمر الوسطي للسكان 38.6 عاماً. وكانت نسبة 25.2% من القاطنين تحت سن الثامنة عشر، وكانت نسبة 9.4% بين الثامنة عشر والرابعة والعشرين عاماً، ونسبة 21.6% كانت واقعةً في الفئة العمرية ما بين الخامسة والعشرين والرابعة والأربعين عاماً، ونسبة 25.2% كانت ما بين الخامسة والأربعين والرابعة والستين، ونسبة 18.5% كانت ضمن فئة الخامسة والستين عاماً فما فوق. وتوزع التركيب الجنسي للسكان بنسبة 44.1% ذكور و55.9% إناث.

## أعلام
- لويز ساتون
- بيولا بيرك
- توماس غريغوري سكينر